# Rotbrauner Milchling
Der Rotbraune Milchling (Lactarius rufus, syn. Lactarius mollis) ist ein verbreiteter, mittelgroßer Pilz aus der Familie der Täublingsverwandten (Russulaceae). Markant sind die ziegel- bis rotbraun gefärbten und oft in der Mitte gebuckelten Hüte der Fruchtkörper. Aufgrund des scharfen Geschmacks gilt er als ungenießbar.
Die Art wächst bei Birken, Fichten und Kiefern.

## Merkmale

### Makroskopische Merkmale

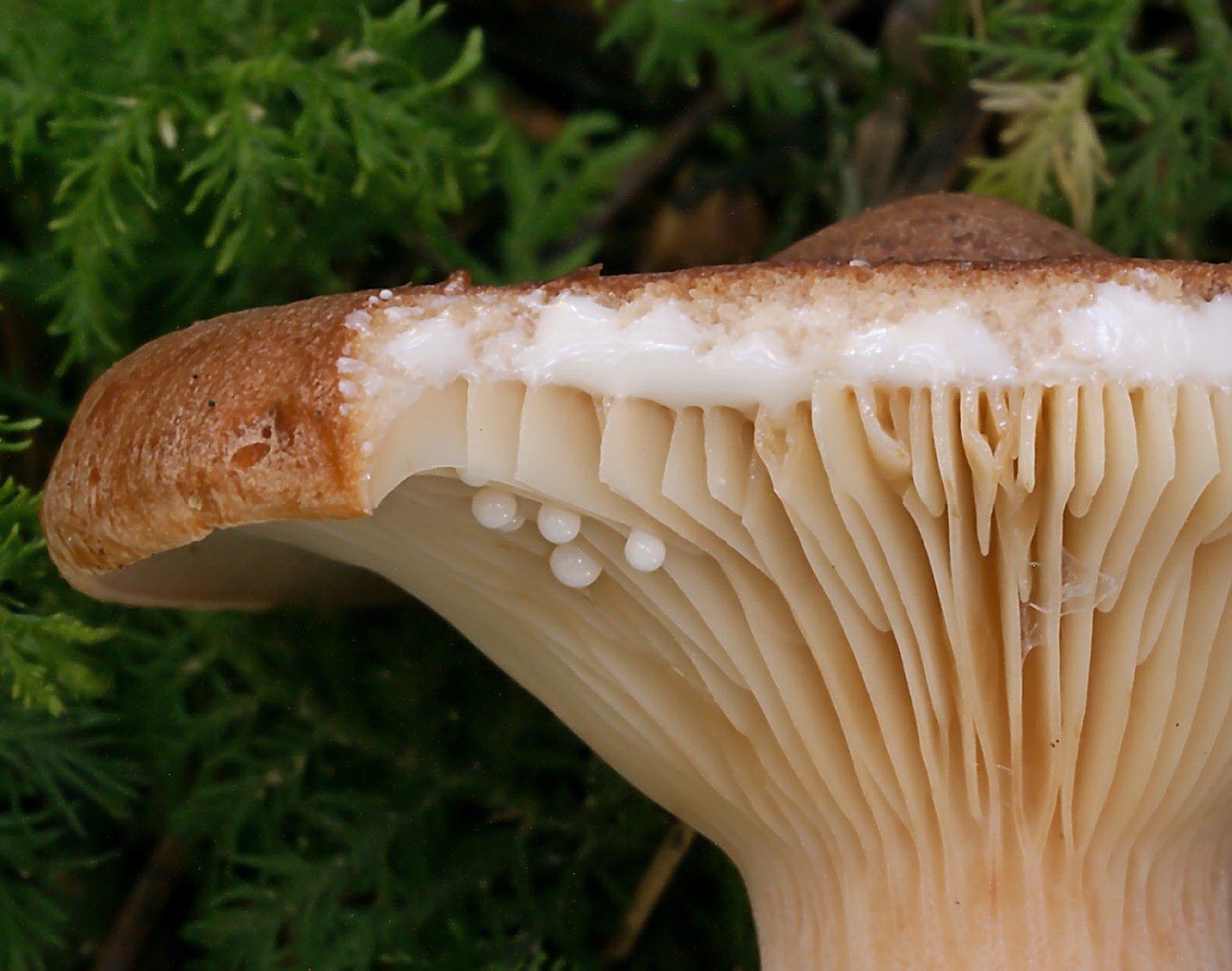
Bei Verletzung des Fruchtkörpers tritt reichlich weißer Milchsaft aus.

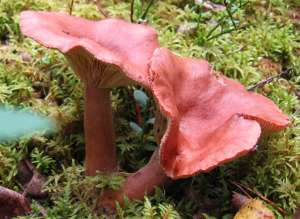
Ältere Exemplare des Rotbraunen Milchlings mit wellig verbogenen Hüten

Der Hut misst 2–8 mitunter bis zu 10 Zentimeter im Durchmesser und ist von dunklem Ziegelbraun, Kastanien- oder Rotbraun. Er ist zunächst konvex und hat oft einen kleinen, spitzen Buckel (umbo). Später wird er jedoch flacher und letztendlich nimmt er eine trichterförmige Gestalt an. Die Oberfläche ist trocken und matt und glatt bis etwas uneben. Bei Feuchtigkeit wird sie etwas klebrig, glänzt aber auch dann kaum. Der Hutrand ist oft etwas heller gefärbt und manchmal leicht gerieft. Er ist glatt und lange Zeit eingebogen.
Die mäßig gedrängt stehenden Lamellen sind leicht bogig, cremefarben und nehmen später die Farbe des Hutes an, nur blasser. Sie sind gerade am Stiel angewachsen und nur vereinzelt gegabelt. Die Lamellenschneiden sind glatt. Das Sporenpulver ist cremig weiß mit einem leichten lachsrosa Ton.
Der gleichfarbige, aber etwas hellere Stiel wird im Alter oft hohl. Er misst 2,5–6 (8) × 0,6–1,2 (1,5) cm. Die Stieloberfläche ist jung weißlich mit einem Rosaton und ganz weiß bereift. Später verfärbt sich der Stiel zunehmend orange bis bräunlich. Das Fleisch ist weißlich und unter der Huthaut und in der Stielrinde rotbraun. Ebenso wie die weiße Milch, schmeckt es zunächst mild, später jedoch sehr scharf.

### Mikroskopische Merkmale
Die breitelliptischen Sporen sind 6,8–9,5 µm lang und 5,3–7,4 µm breit. Der Q-Wert (Quotient aus Sporenlänge und -breite) ist 1,2–1,4. Das Sporenornament wird bis zu 0,7 µm hoch und besteht aus einzelnen Warzen sowie aus Rippen, die fast vollständig netzig miteinander verbunden sind. Die 35–42 µm langen und 8–9 µm breiten Basidien sind zylindrisch bis keulig und tragen meist vier Sterigmen.
Die zahlreichen, 28–42 µm langen und 7–9 µm breiten Cheilomakrozystiden sind spindelförmig bis keulig und am oberen Ende stumpf, oder teilweise zu einer Spitze ausgezogen. Die Pleuromakrozystiden sind ähnlich geformt. Sie sind mehr oder weniger zylindrisch bis keulig oder spindelförmig und haben teilweise eine ausgezogene Spitze. Sie messen 25–60 × 6–10 µm und sind nicht sehr zahlreich.
Die Huthaut besteht aus parallel und radial zur Hutoberfläche liegenden Hyphen, die 2–6 µm breit, zylindrisch geformt und stellenweise unregelmäßig verflochten sind. Viele Hyphenenden sind aufsteigend, das heißt am Ende nach oben gebogen und ragen aus dem Hyphenverband heraus. Darunter liegen längliche–rundliche Zellen und einige eingestreute Lactiferen (Milch- oder Saftröhren).

## Artabgrenzung
Der Rotbraune Milchling kann vom Laien mit vielen anderen braunhütigen Milchlingen verwechselt werden. Typisch ist die relativ dunkle, rotbraune Hutfarbe und die matte, glanzlose Huthaut. Sie wird auch bei feuchtem Wetter nicht schmierig. Weitere Kennzeichen sind der selten fehlende kleine Buckel (Papille) in der Hutmitte, sowie die weiße, unveränderliche Milch. Neben dem scharfen Geschmack, der sich meist erst langsam entwickelt, ist auch der Nadelwaldstandort über saurem Boden ein charakteristisches Merkmal.
Die Fruchtkörper des Braunroten Milchlings und des Torfmoos-Milchlings können sehr ähnlich aussehen, haben aber nicht die typische Papille in der Hutmitte. Während der Torfmoos-Milchling ebenfalls auf nährstoffarmen, sauren Böden wächst, findet man den Braunroten Milchling auf basenreicheren Böden. Die Milch der beiden Pilze ist mild bis schärflich oder bitterlich.

## Ökologie
Der Rotbraune Milchling ist wie alle Milchlinge ein Mykorrhizapilz, der vor allem mit Fichten und Kiefern eine symbiotische Partnerschaft eingeht. Man findet ihn aber gelegentlich auch unter Weißtannen, Birken und Rotbuchen.
Der Milchling wächst in Fichten-Buchen-, Fichten-Tannen- und Fichtenwäldern und in moosigen und flechtenreichen Kiefern- und Heidewäldern oder an den Rändern von Zwischen- und Hochmooren. Man findet ihn auch in Fichten- und Kiefernforsten und unter eingestreuten Fichten oder Kiefern in bodensauren Hainbuchen- und Birken-Eichenmischwäldern. Der Milchling mag saure, flach- bis mittelgründige Böden, die mäßig trocken bis mäßig feucht sind. Sie müssen basen- und nährstoffarm sein. Ansonsten können sie lehmig, schluffig oder mehr oder weniger sandig sein. Auf neutralen Böden wächst der Pilz nur, wenn diese durch eine dicke Nadelstreuauflage bedeckt sind.
Die Fruchtkörper erscheinen meist von August bis Anfang November, bei entsprechender Witterung kann man sie auch schon früher finden.

## Verbreitung

Verbreitung des Rotbraunen Milchling in Europa. Grün eingefärbt sind Länder, in denen der Milchling nachgewiesen wurde. Grau dargestellt sind Länder ohne Quellen oder Länder außerhalb Europas.

Der Rotbraune Milchling ist in Nordasien (Armenien, Sibirien, Kamtschatka, Japan, Korea), Nordamerika (Mexico, USA und Kanada, besonders im Gebiet um die Großen Seen) sowie auf Grönland und in Europa verbreitet. In Europa ist die Art submeridional bis boreal verbreitet, das heißt, das Verbreitungsgebiet reicht vom nördlichen Mittelmeergebiet bis in die nördlichen Nadelwaldgebiete. In Südeuropa ist er von Spanien bis Bulgarien verbreitet, in Westeuropa reicht das Verbreitungsgebiet von Frankreich, über die Beneluxstaaten und England bis nordwärts zu den Shetland-Inseln und im Osten von der Ukraine über Belarusbis zu den baltischen Staaten. Im Norden ist er in ganz Fennoskandinavien verbreitet.  Der Milchling kommt in Mitteleuropa sowohl im Flachland als auch im höheren Bergland vor. In den Schweizer Zentralalpen findet man ihn noch in einer Höhe von 2300 Meter über NN unter Bergkiefern. In der Tundrenzone soll an moorigen Standorten unter Moor- und Zwergbirken eine ungebuckelte Form vorkommen.
Der Milchling ist in Deutschland, Österreich und der Schweiz häufig und weit verbreitet.

## Systematik und Taxonomie
Der Pilz wurde zuerst von Giovanni Antonio Scopoli als Agaricus rufus beschreiben. 1838 stellte ihn Elias Magnus Fries, der Vater der modernen Mykologie, in seinem Werk „Epicrisis Systematis Mycologici“ in die Gattung Lactarius, sodass er seinen heute gültigen wissenschaftlichen Namen bekam. Das Artattribut (Epitheton) rufus (Lateinisch: (fuchs-)rot) bezieht sich auf die rotbraune Farbe des Hutes.

### Infragenerische Systematik
Marcel Bon stellt den Rotbraunen Milchling in die Sektion Rufi Die Vertreter der Sektion haben eine bereifte bis flaumige Huthaut und eine weiße und reichlich fließende Milch. Das Fleisch ist mehr oder weniger geruchlos. Bei Maria Basso steht er in der Sektion Colorati. Bei Heilmann-Clausen steht der Rotbraune Milchling zwar ebenfalls innerhalb der Sektion Colorati, er trennt ihn aber in Untersektion Sektion Rufini von den anderen Vertretern der Sektion ab.

## Bedeutung

### Speisewert
Der Rotbraune Milchling wird im Allgemeinen als ungenießbar angesehen. In manchen Gegenden (zum Beispiel im Baltikum) wird er jedoch nach einer speziellen Behandlung (eingekocht und mariniert) verwendet und der Pilzkundler David Arora vermerkt, dass der Rotbraune Milchling in Skandinavien als Konserve gegessen wird. Arora führt auch an, dass es Unterschiede in der Essbarkeit zwischen den nordamerikanischen und den europäischen Unterarten dieses Pilzes geben könnte.
Beim Kosten des Pilzes zu Bestimmungszwecken ist Vorsicht geboten. Der verzögerte Effekt der Milch maskiert einen extrem scharfen (vielleicht den schärfsten) Milchling.